# Niederbeck
Niederbeck ist eine Hofschaft in Hückeswagen im Oberbergischen Kreis im Regierungsbezirk Köln in Nordrhein-Westfalen (Deutschland).

## Lage und Beschreibung
Niederbeck liegt im nördlichen Hückeswagen nahe Radevormwald. Nachbarorte sind Oberbeck, Mittelbeck, Herweg, Vormwald und Neuenherweg. Die Ortschaft ist über eine Zufahrtsstraße erreichbar, die zwischen Neuenherweg und Kormannshausen von der Kreisstraße K11 abzweigt.
Bei der Hofschaft entspringt der gleichnamige Bach Niederbeck, ein Zufluss des Leiverbachs. Nahe Niederbeck befindet sich an der Kreisstraße der Zusammenfluss des Neuenherweger Bachs  mit dem Leiverbach.

## Geschichte
1487 wurde der Ort das erste Mal urkundlich erwähnt: „Kerstge zo der Beck“ ist aufgeführt in der Auftragung (Darlehnsliste) für Herzog Wilhelm III. von Berg. Schreibweise der Erstnennung: Beck. Im 18. Jahrhundert gehörte der Ort zum bergischen Amt Bornefeld-Hückeswagen.
1815/16 lebten 19 Einwohner in Beck, es wird in der Quelle nicht zwischen Ober-, Mittel- und Niederbeck unterschieden. 1832 gehörte Beck, ebenfalls nicht zwischen Ober-, Mittel- und Niederbeck unterschieden, der Herdingsfelder Honschaft an, die ein Teil der Hückeswagener Außenbürgerschaft innerhalb der Bürgermeisterei Hückeswagen war. Der laut der Statistik und Topographie des Regierungsbezirks Düsseldorf als Weiler kategorisierte Ort besaß zu dieser Zeit fünf Wohnhäuser und acht landwirtschaftliche Gebäude. Zu dieser Zeit lebten 23 Einwohner im Ort, allesamt evangelischen Glaubens.
Im Gemeindelexikon für die Provinz Rheinland werden 1885 ein Wohnhaus mit vier Einwohnern angegeben. Der Ort gehörte zu dieser Zeit zur Landgemeinde Neuhückeswagen innerhalb des Kreises Lennep. 1895 besitzt der Ort ein Wohnhaus mit zwei Einwohnern, 1905 ein Wohnhaus und drei Einwohner.

## Sehenswürdigkeiten
Auf einer Anhöhe nahe der Hofschaft wird eine Windkraftanlage betrieben.

## Wander- und Radwege
Folgende Wanderwege führen durch den Ort:
- Der Ortswanderweg ▲ vom Radevormwalder Zentrum nach Purd
- Der Radevormwalder Ortsrundwanderweg A2 (Hölterhof)